# Aulacigaster leucopeza
Aulacigaster leucopeza ist eine Fliege aus der Familie der Aulacigastridae.

## Merkmale
Die Fliegen erreichen eine Körperlänge von etwa drei Millimetern. Ihr Gesicht ist weiß bestäubt, eine unbestäubte gelbbraune Querbinde verläuft zwischen den Facettenaugen und den Fühlern. Auf den rotbraunen Facettenaugen befinden sich zwei goldgrüne Querbinden. Das dritte Glied der Fühler ist rundlich geformt. Die Tiere haben zwei paar stark ausgebildete Vibrissenborsten. Die Beine sind bis auf die ersten beiden hellen Tarsenglieder, braunschwarz gefärbt.

## Vorkommen und Lebensweise
Die Tiere kommen in West-, Mittel-, Süd- und Nordeuropa vor. Die Imagines treten im Mai auf und ernähren sich von Baumsaft, der aus Wunden austritt. In diesem entwickeln sich auch ihre Larven.

## Belege